# Charles M. Schwab
Pour les articles homonymes, voir Schwab.
Charles Michael Schwab, né le 18 février 1862 à Williamsburg et mort le 18 octobre 1939 à New York, est un homme d'affaires américain.

## Biographie
À seulement 38 ans, il fut l’un des premiers Américains à percevoir un salaire annuel d’un million de dollars pour prendre la présidence de la « United States Steel Company ».
Plus tard, il redressa une société en difficulté que lui avait confiée Andrew Carnegie. C’est ainsi que, sous sa direction, l'entreprise de production « Bethlehem Steel » devint le deuxième plus grand producteur d'acier aux États-Unis.
Charles Schwab, armé de ses talents de meneur d’homme de génie, disait : « je considère mon pouvoir d’éveiller l’enthousiasme chez les hommes comme mon capital le plus précieux. C’est en encourageant l’individu qu’on révèle et qu’on développe ses meilleurs dons. »
Sur sa tombe on peut lire son épitaphe rédigée de sa main pour en témoigner « ici repose un homme qui sut s’entourer d’êtres plus intelligents que lui. »
Il était propriétaire d'un vaste domaine avec jardins à cascades à Loretto (Pennsylvanie).